# Hypoplectrodes wilsoni
Hypoplectrodes wilsoni, thường được gọi là cá mú đốm (tên tiếng Anh: Spotty seaperch), là một loài cá biển thuộc chi Hypoplectrodes trong họ Cá mú. Loài này được mô tả lần đầu tiên vào năm 1980.

## Phân bố và môi trường sống
H. wilsoni có phạm vi phân bố giới hạn ở Đông Ấn Độ Dương. Đây là một loài đặc hữu của vùng tây nam nước Úc, được tìm thấy từ vịnh Lucky đến đảo Rottnest, Tây Úc. Chúng sống xung quanh các rạn đá ngầm và rạn san hô gần bờ ở độ sâu khoảng 22 m trở lại.

## Mô tả
H. wilsoni trưởng thành có kích thước lớn nhất là khoảng 20 cm. Cơ thể của cá trưởng thành có màu nâu hồng đến màu nâu cam với 6 dải màu nâu sẫm ở hai bên thân. Phần sau đầu và phía trước mắt có các dải chéo màu nâu. Nhiều cá thể có các đốm chấm phủ khắp cơ thể. Các vây nhạt màu hơn thân. Loài này có thói quen lộn ngược cơ thể khi núp trong các hang động và bám bên dưới các mỏm đá.
Số gai ở vây lưng: 10 - 11; Số tia vây mềm ở vây lưng: 17 - 18; Số gai ở vây hậu môn: 3; Số tia vây mềm ở vây hậu môn: 8; Số tia vây mềm ở vây ngực: 15 - 16; Số gai ở vây bụng: 1; Số tia vây mềm ở vây bụng: 5; Số tia vây mềm ở vây đuôi: 17; Số vảy đường bên: 44 - 48.
Thức ăn của H. wilsoni là các loài cá nhỏ hơn và động vật giáp xác.